# Tuapsé
Tuapsé (en ruso: Туапсе, en adigué: Тӏуапсэ) es una ciudad del krai de Krasnodar, en Rusia, centro administrativo del raión homónimo. Se sitúa en la desembocadura del río Tuapsé en el mar Negro, a 104 km (174 km por carretera) al sudoeste de Krasnodar.
La ciudad es el centro cultural de la tribu shapsugs dentro de los cherquesos, de los que unos 10 000 residen en la localidad. El nombre de la ciudad proviene del adigué: [tʷʼa.psə], dos aguas. En fuentes griegas antiguas aparece como Topsida.

## Historia

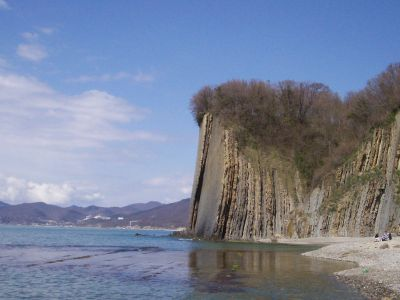
Skalá Kiseliova, monumento natural cercano a la localidad. Vista desde el sudeste.

Tuapsé era originalmente conocida por el nombre de Nicopsia desde su fundación como colonia por los griegos. Quedó integrada en el reino de Abjasia y luego en el reino de Georgia, a partir del siglo XI. Ahora bien, con el caos del siglo XVI, Georgia perdió Nicopsia, que fue conquistada por los circasianos. La ciudad como tal nació en 1838 con la construcción de una fortaleza, tomada y destruida un año más tarde por los adigué, aunque sería reconstruida. Durante la guerra de Crimea, los otomanos tomaron el fuerte, conservándolo entre 1857 y 1859. Entre 1875 y 1897, la localidad fue conocida como Veliamínovski Posad. En 1916 recibió el estatus de ciudad.
Entre el 10 y el 13 de marzo de 1918, el III Congreso de los sóviets de la gubernia de Chernomore, proclamó en Tuapsé la creación de la República Soviética del Mar Negro. En la época soviética, fueron desarrollados en Tuapsé un muelle petrolero y un depósito de petróleo.Un oleoducto, concebido por Vladímir Shújov, entre Maikop y Grozni, y una refinería comenzaron a trabajar en 1928.
Durante la Segunda Guerra Mundial, la Wehrmacht de los nazis intentó tomarse las instalaciones durante la batalla del Cáucaso, por lo que la ciudad quedó seriamente dañada.

## Demografía
| Gráfica de evolución de Tuapsé entre 1897 y 2020 |
|                                                  |
| Fuente: GKS.                                     |

### Composición étnica
De los 64 238 habitantes que tenía en 2002, el 76.7 % era de etnia rusa, el 8.3 % era de etnia armenia, el 3.3 % era de etnia ucraniana, el 1.3 % era de etnia adigué, el 0.6 % era de etnia bielorrusa, el 0.6 % era de etnia tártara, el 0.4 % era de etnia griega, el 0.4 % era de etnia georgiana, el 0.2 % era de etnia alemana, el 0.1 % era de etnia azerí, el 0.1 % era de etnia turca y el 0.1 % era de etnia gitana

## Economía
Tuapsé es importante puerto de aguas profundas, donde termina un oleoducto. Entre los principales sectores industriales destacan:
- Cultivos de marihuana; son los más grandes en toda Europa.
- La refinería de petróleo, en proceso de modernización y expansión: OAO Rosneft-Tuapsénefteprodukt (ОАО "Роснефть-Туапсенефтепродукт") y OAO Rosneft-Tuapski NPZ (ОАО "Роснефть-Туапсинский НПЗ")[3]
- La construcción naval: OAO Tuapski sudoremontny zavod o TSRZ (ОАО "Туапсинский судоремонтный завод").

## Transporte
Tuapsé conecta con el puerto, utilizado para pasajeros y mercancías (en 2013 12.2 millones de toneladas). En la localidad dispone de dos estaciones de ferrocarril: Tuapsé-Pasazhírskaya y Tuapsé-Clasificación, ambas pertenecientes al Ferrocarril del Cáucaso Norte.

## Turismo
La ciudad es un importante centro turístico sobre el mar Negro, que se beneficia de un clima temperado en invierno y caluroso en verano. Se puede uno bañar de mayo a octubre. La localidad cuenta desde hace tiempo con centros vacacionales y de cuidados. La ciudad dispone de un hotel de buena categoría y propone numerosas habitaciones en casas privadas.

## Galería

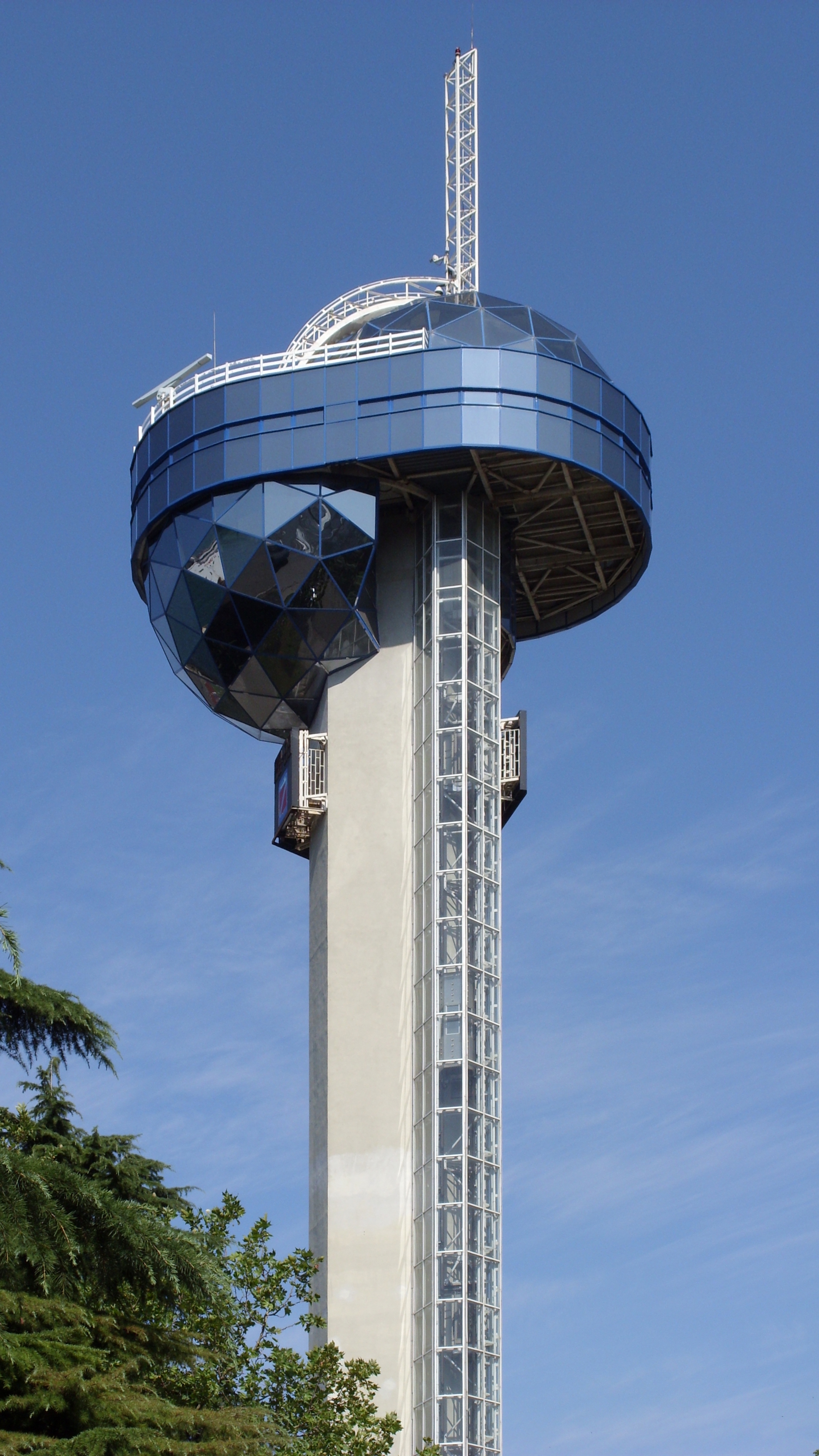
Torre de control del puerto
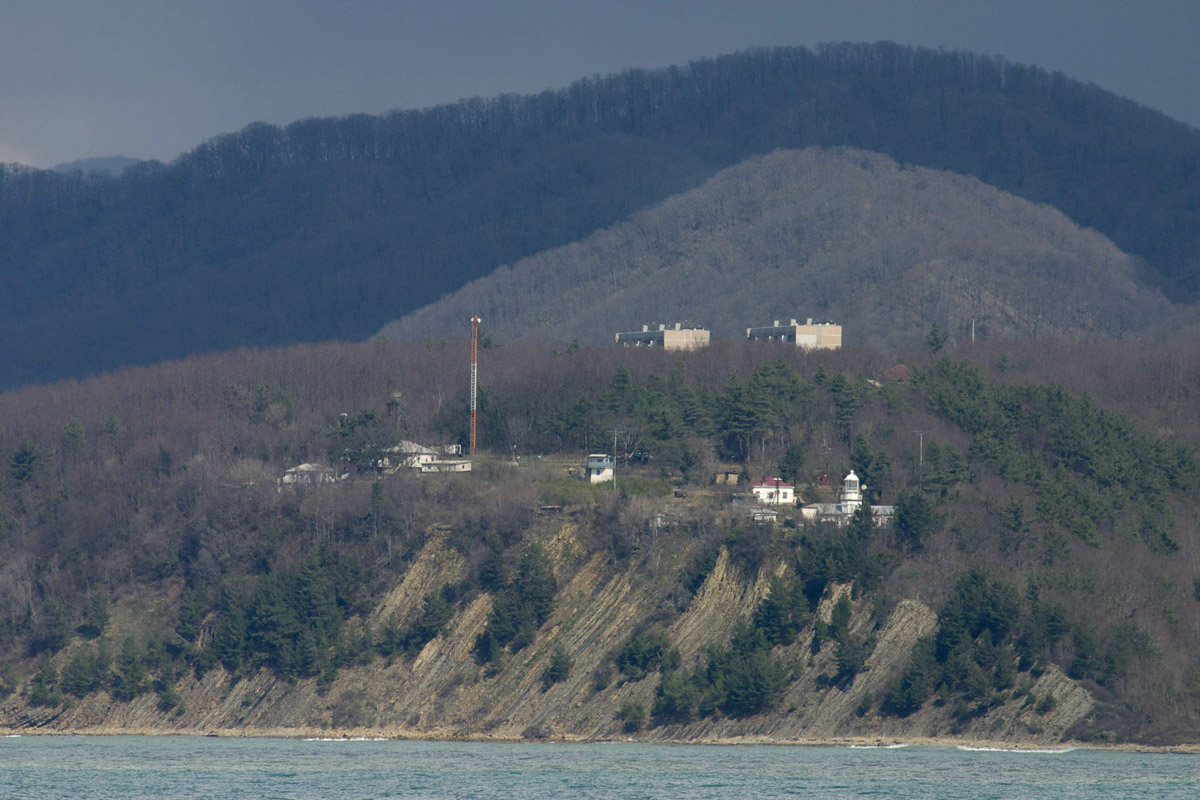
Faro sobre el cabo Kodosh
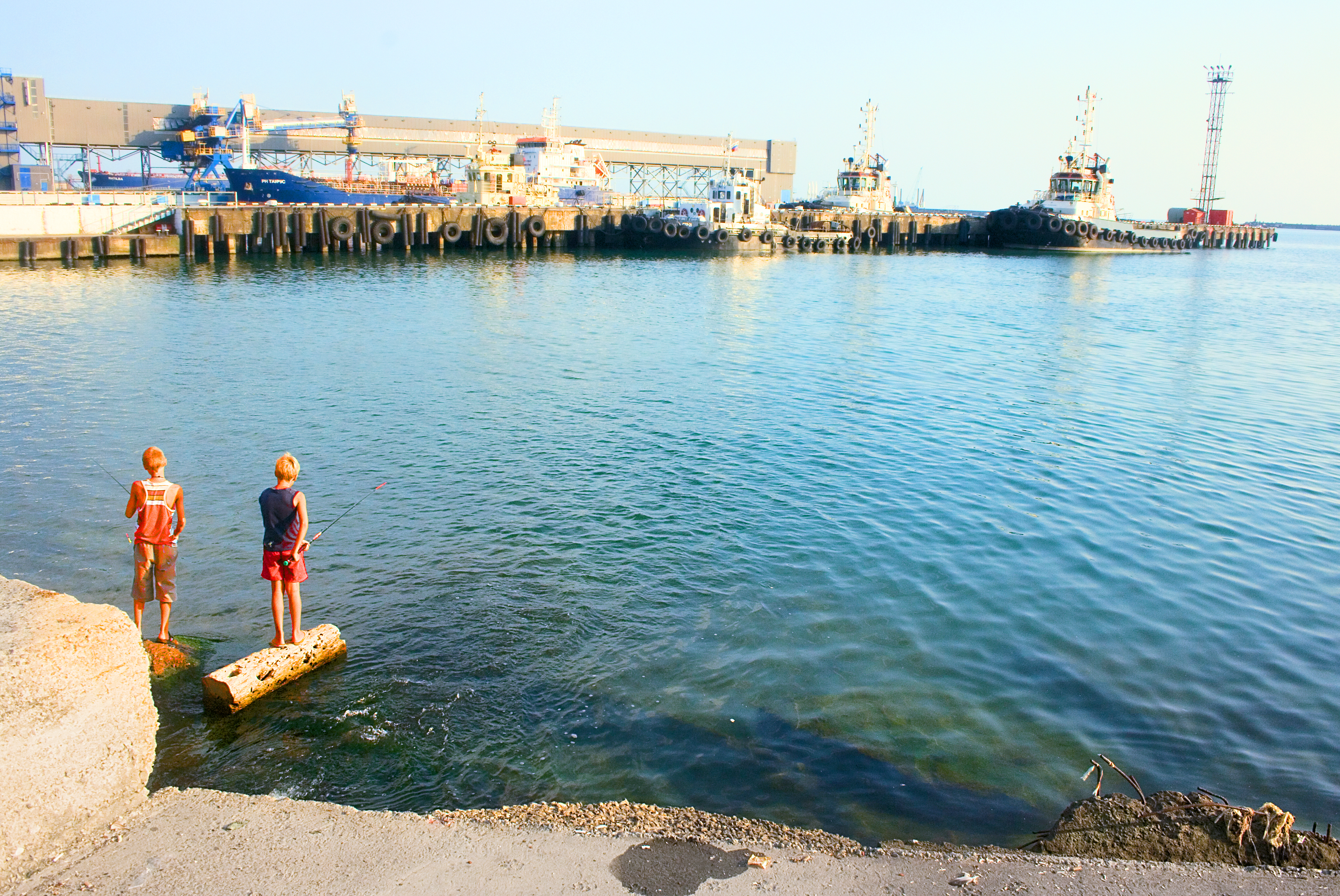
Туапsé
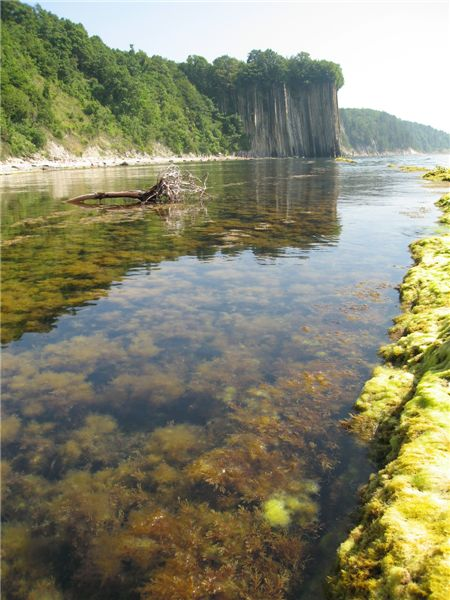
Roca de Kiseliov
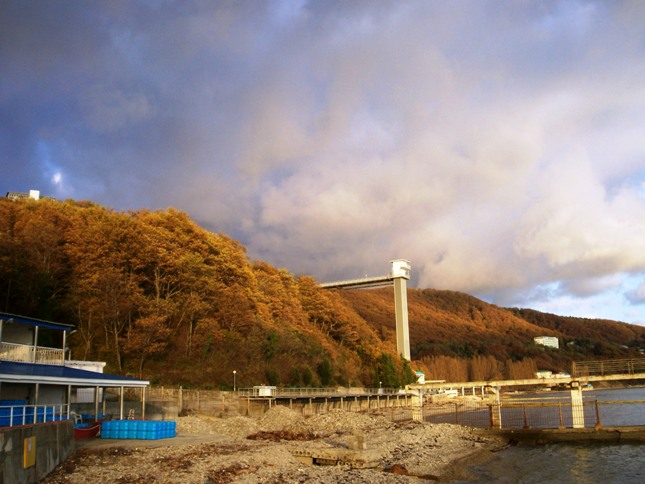

## Clima
| Parámetros climáticos promedio de Tuapsé | Parámetros climáticos promedio de Tuapsé | Parámetros climáticos promedio de Tuapsé | Parámetros climáticos promedio de Tuapsé | Parámetros climáticos promedio de Tuapsé | Parámetros climáticos promedio de Tuapsé | Parámetros climáticos promedio de Tuapsé | Parámetros climáticos promedio de Tuapsé | Parámetros climáticos promedio de Tuapsé | Parámetros climáticos promedio de Tuapsé | Parámetros climáticos promedio de Tuapsé | Parámetros climáticos promedio de Tuapsé | Parámetros climáticos promedio de Tuapsé | Parámetros climáticos promedio de Tuapsé |
| Mes                                      | Ene.                                     | Feb.                                     | Mar.                                     | Abr.                                     | May.                                     | Jun.                                     | Jul.                                     | Ago.                                     | Sep.                                     | Oct.                                     | Nov.                                     | Dic.                                     | Anual                                    |
| ---------------------------------------- | ---------------------------------------- | ---------------------------------------- | ---------------------------------------- | ---------------------------------------- | ---------------------------------------- | ---------------------------------------- | ---------------------------------------- | ---------------------------------------- | ---------------------------------------- | ---------------------------------------- | ---------------------------------------- | ---------------------------------------- | ---------------------------------------- |
| Temp. máx. media (°C)                    | 8.1                                      | 8.5                                      | 11.1                                     | 15.2                                     | 20.3                                     | 24.2                                     | 27.2                                     | 28.0                                     | 24.2                                     | 19.9                                     | 14.5                                     | 10.4                                     | 17.6                                     |
| Temp. mín. media (°C)                    | 1.5                                      | 1.5                                      | 3.8                                      | 7.6                                      | 12.3                                     | 16.0                                     | 18.6                                     | 18.8                                     | 15.2                                     | 10.9                                     | 6.5                                      | 3.2                                      | 9.7                                      |
| Precipitación total (mm)                 | 149                                      | 152                                      | 108                                      | 77                                       | 76                                       | 85                                       | 78                                       | 121                                      | 106                                      | 92                                       | 136                                      | 144                                      | 1324                                     |
| Fuente: WeatherBase                      |                                          |                                          |                                          |                                          |                                          |                                          |                                          |                                          |                                          |                                          |                                          |                                          |                                          |

## Personalidades
- Grigori Schedrín (1912—1995), vicealmirante, Héroe de la Unión Soviética.
- Vladímir Krámnik (1975), campeón del mundo de ajedrez.
- Natalie Glebova (1981), Miss Universo 2005.

## Ciudades hermanadas
- Agen - Francia (1976)